# Sainte-Gemmes-le-Robert
Sainte-Gemmes-le-Robert är en kommun i departementet Mayenne i regionen Pays de la Loire i nordvästra Frankrike. Kommunen ligger i kantonen Évron som tillhör arrondissementet Laval. År 2022 hade Sainte-Gemmes-le-Robert 770 invånare.

## Befolkningsutveckling
Antalet invånare i kommunen Sainte-Gemmes-le-Robert
| Referens: INSEE |